# Sōsuishi-ryū
Sōsuishi-ryū (双水執流) é um Koryū (arte marcial tradicional japonesa) fundada em 1650 que se concentra em Kumi Uchi (jujutsu) e Koshi no Mawari (iaijutsu e kenjutsu).O título da escola também aparece no antigo densho (pergaminhos que documentam o ryuha) como Sōsuishi-ryū Kumi Uchi Koshi No Mawari (双 水 執 流 組 討 腰 之 廻) e no livro Sekiryūkan No Chōsen, que foi aprovado e publicado por Shadanhōjin Sekiryūkan em 2003. No Bugei Ryūha Daijiten, Sōsuishi-ryū é cruzado e listado sob a entrada / título de "Futagami-ryū." Inclui uma breve categorização, história e descrição da escola.

## Historia do Sōsuishi-ryū
A lenda da fundação de Sōsuishi-ryū remonta a Futagami Hannosuke Masaaki em 1650 DC. Ele era um distinto samurai que vivia na área de Bungo-Taketa, que estava no domínio de Kuroda durante a era chamada  Sho-o . (agora Ōita e Fukuoka). Masaaki era um praticante da arte marcial de sua família Futagami-ryū (二 上流) e um estudante de alto nível de Takenouchi-ryū. Ele sentiu que as técnicas de Futagami-ryū eram imperfeitas, então, para melhorá-las, ele decidiu viajar por todo o Japão numa peregrinação de treinamento (Musha shugyō). A certa altura, ele foi fundo no vale montanhoso e acidentado do Monte Yoshino, onde por 37 dias ele treinou e buscou a iluminação. Ele refinou os pontos mais sutis da técnica de Futagami-ryū e aperfeiçoou os ensinamentos secretos que havia estudado. Ele então os reuniu no que ele acreditava ser o melhor de tudo que havia aprendido. Um dia, enquanto olhava para o rio Yoshino, ele percebeu a água fluindo e girando continuamente. O treinamento de sua mente, corpo e espírito convergiram naquele momento. Este evento, chamado  satori  em japonês, o levou a mudar o nome de Futagami-ryū para Sōsuishi-ryū em memória de suas experiências no rio Yoshino.

### A Família Shitama
Shitama Matashichi era um samurai originário do Bungo-Taketa e amigo de Futagami Hannosuke Masaaki. Matashichi convidou Masaaki para ficar com ele em Chikuzen (área de Nōgata). Foi lá que Masaaki revelou os ensinamentos de sua escola Sōsuishi-ryū a Matahachi. Desde então, Sosuishi-ryū foi transmitido e instruído pela família Shitama. Nas cinco ocasiões em que a família Shitama não conseguiu dirigir a escola, o ryū teve que ser cuidado por outro até que um herdeiro homem, com o nome Shitama, pudesse intervir e herdá-lo. Ocasionalmente, um "Yōshi" ou "filho adotivo" de fora da família era trazido para se casar com uma das filhas ou primos que tinham o sobrenome "Shitama" para continuar a linhagem. Após o casamento, o yōshi mudaria seu sobrenome para o sobrenome da esposa e herdaria o ryū, continuando a linhagem da família para a próxima geração. (Nota: Esta prática é comum no Japão e é aceita hoje como uma forma de evitar que os nomes de família se dissolvam. Foi estabelecido durante, ou talvez bem antes, a era feudal da história do Japão para manter os nomes de família intactos após a perda de um filho único). A arte e a linha familiar continuam na cidade de Fukuoka hoje.
Em 1888, um Menkyo Kaiden de Sōsuishi-ryū mudou-se para Tóquio e começou a ensinar artes marciais para a Polícia de Akasaka em Tóquio. Seu nome era Matsui Hyakutaro Munetada.

### Matsui Hyakutaro Munetada
Munetada nasceu em Kyūshū, Japão, em Fukuoka, em fevereiro do 1º ano da era Genji (1864). Ele era o primeiro filho de Matsui Kakitsu, que era o samurai de Fukuoka han. Quando menino, ele era fascinado pelas artes marciais, então começou a treinar com seu tio Matsui Kōkichi, um Shingen No Maki (O termo para Menkyo Kaiden antes do período Shōwa), Menkyo Kaiden em Tenshin Jigō-ryū e aluno direto de Sōsuishi -ryū sob o herdeiro da 11ª geração Shitama Munetsuna. Munetada também começou a treinar com Shitama Munetsuna e recebeu um Shingen No Maki em Sōsuishi-ryū. No 16º ano da era Meiji (1883), quando tinha 19 anos, Munetada completou o Senbondori (1000 partidas) em Fukuoka. No 21º ano da era Meiji (1888), o Conselho de Polícia Metropolitana convidou Munetada para um cargo de treinamento de oficiais da Polícia de Akasaka. Ele se mudou para Tóquio naquele ano e abriu um dōjō privado, o Shobukan, nas instalações do Palácio do Duque Ichijo em Fukuyoshi-cho, Akasaka, para ensinar artes marciais. No 38º ano da era Meiji (1905), ele recebeu "Seiren sho" (reconhecimento de bom treinamento / trabalho) e então foi premiado com "Kyoshi-go" (título de instrutor chefe) em junho do 42º  ano da era  Meiji (1909). Ele permaneceu no cargo por 30 anos, até a aposentadoria. Ao mesmo tempo, ele se dedicou a abrir um Seifukujutsu como um negócio para todos os Judo ka. Ele foi o presidente do Dai Nippon Judo Seifukujutsu até sua morte. O Butokukai concedeu-lhe o título de Hanshi durante o mês de maio do 2º ano da era Showa (1927).  Sua linha de Sōsuishi-ryū é às vezes chamada de Tōkyō-den ou "Matsui-ha" e continua em Tóquio hoje.

### O Sekiryūkan e o Sōsuishi-ryū hoje
A seguir uma tradução livre de um trecho retirado diretamente do site Shadanhōjin Sekiryūkan:
Ao longo de sua história, um declínio na popularidade de Sōsuishi-ryū muitas vezes representou uma ameaça real à sua sobrevivência. No entanto, os herdeiros sempre evitaram isso ao aprender e incorporar outras técnicas e teorias, como Ogasawara-ryū e Kyūshin-ryū, para que a tradição permaneça viva e relevante, e que a técnica de Sōsuishi-ryū seja continuamente desenvolvida. Hoje, essa capacidade de resposta às disciplinas alternativas ainda é mantida pelo atual 16º Mestre, Manzo Shitama, garantindo que a técnica Sōsuishi-ryū continue a evoluir.
O legado de Sōsuishi-ryū de mestres anteriores compreende um conjunto tão vasto e complicado de técnicas que é hoje simplificado para ser mais fácil de aprender. Isso foi iniciado pelo 15º Mestre Shusaku Shitama, para tornar Sōsuishi-ryū acessível ao maior número de pessoas possível, em reconhecimento ao crescente interesse popular nas artes marciais clássicas.

## Técnicas e características
As técnicas de Sōsuishi-ryū correspondem a outros ryūha fundados durante o periodo Keicho e o início do período Edo no Japão. Por exemplo: atemi (golpear) é usado para distrair o inimigo; uma falta de técnicas de travamento de articulação excessivamente complexas; técnicas de retenção de armas (incluindo o uso de espadas longas e curtas); defesas contra inimigos armados e desarmados; e o uso de táticas defensivas e ofensivas. Existem várias técnicas básicas e avançadas no Sōsuishi-ryū, como atemi, ukemi, tai-sabaki, kansetsu-waza e nage-waza. Alguns aspectos são quase idênticos e diretamente correlacionados aos encontrados em Takenouchi-ryū, como: torite, hade, kogusoku e kumi-uchi.
O kata em Sōsuishi-ryū encoraja os praticantes não apenas a praticar táticas defensivas como o defensor (ware ou tori), mas também a táticas ofensivas e às vezes predatórias são usadas contra o "atacante" (teki ou uke). Este método de aprendizagem visa criar uma sensibilidade elevada, aumentando a consciência da linguagem corporal e das aberturas ao atacar ou defender.
Dentro do Sekiryūkan, o programa de estudos do Sōsuishi-ryū consiste em quarenta e oito kata de kumi-uchi , divididos em cinco conjuntos de habilidades:
- Idori - 8 técnicas;
- Tai-Toshu - 8 técnicas com variações;
- Yotsu-Gumi - 8 técnicas;
- Tai-Kodachi - 8 técnicas;
- Sonota - 7 técnicas.

Além das técnicas de kumi-uchi, a tradição também ensina uma série chamada Koshi no Mawari, que contém técnicas de iaijutsu e kenjutsu, tornando o ryūha um sōgō bujutsu (arte marcial abrangente).
Koshi No Mawari significa "em torno dos quadris" quando traduzido para o português. Refere-se ao conceito de que qualquer expediente em torno da área dos quadris pode ser usado como arma. Como a maioria dos koryū, isso normalmente seria uma kodachi (espada curta) ou uchigatana / katana (espada longa), no entanto, ao explorar este conceito, outras armas e objetos podem ser utilizados.

## Locais

### Sōsuishi-ryū no Japão
Hoje, Sōsuishi-ryū tem três escolas no Japão.
A linhagem da família Shitama de Sōsuishi-ryū é praticada no Shadanhōjin Sekiryūkan, o hombu dōjō (dōjō principal) do ryu, localizado em Fukuoka, Japão. É chefiado pelo atual soke Manzo Shitama.
E dois grupos que atualmente afirmam ser um representante da tradição de Matsui Hyakutarō, o Kōsonkai e o Seirenkan. O primeiro sucessor de Matsui Hyakutarō, Sugiyama Shōtarō, que também passa a ser um dos fundadores do Kobudo Shinkōkai, transmitiu a escola para Kitajima Kokū. Kitajima Kokū chamou o ramo de "Kōsonkai" e mais tarde foi sucedido por Shimamura Takeshi, então Manabu Ito e, finalmente, por Kimura Akio , atual diretor do ramo. O Kōsonkai está localizado principalmente em Yorii machi (Saitama). O Seirenkan, liderado por Usuki Yoshihiko, é uma organização independente criada depois que Usuki Yoshihiko deixou o Kōsonkai (após a morte de Kitajima Kokū). É dedicado à preservação dos ensinamentos de Sōsuishi-ryū, transmitidos por Matsui Hyakutarō. Enquanto essas escolas praticam independentemente uma da outra, Manabu Itō e Yoshihiko Usuki viajaram para o Sekiryukan para treinar com Shitama Sensei e veem Manzō Shitama como o soke do Sōsuishi-ryū.

### Sōsuishi-ryū fora Japão
Sosuishi ryu é ensinado em vários dojo fora do Japão.
Na Austrália, Sōsuishi-ryū foi representado por Patricia Harrington de 1965 até o início de 2016, apoiado por Betty Huxley e Michael Huxley (até a morte de cada um). Desde outubro de 2016, a representação de Sōsuishi-ryū na Austrália está com Thomas Crooks, Kyōshi e Peter Williams, Kyōshi, diretores da Sōsuishi-ryū Jūjutsu Kai Austrália (SJJK-AUS) e Kumataka Dōjōs. Crooks Sensei e Williams Sensei são ambos alunos diretos de Shitama Manzo Sensei. Keikokai está localizada em Epping e St George, Sydney e Bayswater, Perth. Em abril de 2018, os Estados Unidos são liderados pelos diretores da Sosuishi ryu-EUA William Kinkel, Gomokuroku e Shihan, e Bill Williams, Yonmokuroku e Shihan Dai. Tanto Kinkel quanto Williams Sensei são alunos diretos de Shitama Manzo Sensei, o soke de Sōsuishi-ryū.
O Seirenkan dōjō é liderado por Yoshihiko Usuki e está localizado em Tóquio e também tem escolas filiais internacionais localizadas em Cingapura, Itália, Reino Unido na cidade de Londres e nos Estados Unidos em Chicago, Illinois, Carolina do Norte e em Portland, Oregon. O Kosonkai Dojo liderado por Kimura Akio não tem escolas internacionais e está localizado apenas em Saitama, Japão.

## References
1. ↑  N.B. The 'shitsu' (執) in Sōsuishitsu in the Japanese language is a more modern pronunciation from the Meiji-era, whereas Sōsuishi-ryū is the Bakumatsu-era pronunciation. Both Sōsuishi-ryū & Sōsuishitsu-ryū pronunciations are interchangeable.
2. ↑  [Masaru, Negami. 2003. Sekiryūkan No Chōsen. Shadanhōjin Sekiryūkan. Pages 200-210.]
3. ↑  Watatani Kiyoshi, Yamada Tadashi (1969). Bugei Ryūha Daijiten (武芸流派大事典) (Large Encyclopedia of Martial Arts) (em japonês). [S.l.]: Shin Jinbutsu Ourai Sha (人物往来社). OCLC 36964401
4. 1 2  Shadanhoujin Sekiryukan
5. ↑  The name Masanori appears in print in the English Language. The name "Masanori" is a mis-reading/mis-pronunciation of the name Masaaki.
6. ↑  [Kiyoshi, Yamada & Tadashi, Watatani. 1978. Bugei Ryūha Daijiten. Tokyo Copy Shuppansha.]
7. ↑  [Ryūchi, Matsuda. 1979. Hiden Nihon Jūjutsu. Shin-Jinbutsuoraisha.]
8. ↑  [Masaru, Negami. 2003. Sekiryūkan No Chōsen. Published by the Shadanhōjin Sekiryūkan.]
9. 1 2  [Masaru, Negami. 2003. Sekiryūkan No Chōsen. Shadanhōjin Sekiryūkan.]
10. ↑   Usuki, Y. 2007. Seirenkan website. Sosuishi-ryū  Kumi Uchi Koshi no Mawari (A History of). Retrieved October 9th, 2007 from: «Archived copy». Consultado em 24 de abril de 2014. Cópia arquivada em 27 de fevereiro de 2012
11. ↑  [Toichiro, Takenouchi  & Akio, Jiromaru. 1993. Shinden No Bujutsu, Takenouchi-ryu. Mu AV Books.]
12. ↑  [Takenouchi-ryū Hensan Iinkai. 1978. Nihon No Jūjutsu No Genryū Takenouchi-ryū. Nichibo Shuppansha.]
13. ↑  [Yokose, Tomoyuki, 2000. Nihon No Kobudō. Shadanhōjin Nippon Budōkan - Baseball Magazine sha.]
14. ↑  «Kobudo Shinkokai official website». kobushin.jp (em japonês). Consultado em 30 de janeiro de 2018